# Зиле, Кристапс
Зиле Кристапс (латыш. Kristaps Roberts Zīle; род. 24 декабря 1997, Рига) — латышский профессиональный хоккеист, защитник клуба чешской хоккейной лиги «Литвинов». Игрок сборной Латвии по хоккею с шайбой. Бронзовый призёр чемпионата мира 2023 года. Участник зимних Олимпийских игр 2022 года.

## Клубная карьера
Зиле начал свою юношескую карьеру в Латвии, присоединившись к молодежному клубу рижского «Динамо» ХК Рига из МХЛ в 2014 году. В следующем сезоне, 17 января 2016 года, дебютировал в КХЛ в матче против «Адмирала» из Владивостока, одержав победу со счетом 4:2. В дальнейшем подписал контракт с рижским «Динамо» до 2019 года, а затем и до 2022 года.
В сезоне 2021/2022 годов играл в Швеции за «Эребру». С 2022 года игрок чешского хоккейного клуба «Литвинов».

## Карьера в сборной
С 2018 года выступает в первом составе сборной Латвии по хоккею. Принимал участие в чемпионатах мира 2018, 2019, 2021, 2022, 2023 и 2024 годов. Стал обладателем бронзовой медали чемпионата мира 2023 года.
В 2022 году в составе сборной Латвии принял участие в зимних Олимпийских играх, которые состоялись в Пекине. Команда заняла последнее место в группе С, а в плей-офф квалификации за выход в четвертьфинал проиграла Дании 2:3.